# Hermann Enkel
Karl Wilhelm Hermann Enkel (* 26. Mai 1850 in Sondershausen; † 16. Juni 1920 in Bad Flinsberg) war ein deutscher Pädagoge. Er war Bürgerschuldirektor in Dresden.

## Leben
Er war der Sohn des Schneidermeisters Johann Georg Alwin Enkel und dessen Ehefrau Henriette Dorothea Auguste Enkel geborene Kreßer aus Sondershausen im Fürstentum Schwarzburg-Sondershausen. Nach dem Schulabschluss schlug er eine Lehrerausbildung ein und besuchte bis 1870 das Fürstlich Schwarzburgsche Landesseminar zu Sondershausen. Danach war er als Lehrer an der V. Bürgerschule und dananach als Bezirksschullehrer an der 15. Bezirksschule in Dresden tätig. Zu Ostern 1902 übernahm er als Direktor die Leitung der neuerbauten, im Birkenwäldchen in Dresden gelegenen 12. Bürgerschule.
1894 war er als Mitglied des Sächsischen Pestalozzivereins maßgeblicher Organisator und Berichterstatter des 50-jährigen Vereinsjubiläums in Dresden, das unter dem Protektorat der Königin Carola von Sachsen stand.
Er starb während eines Aufenthaltes in Schlesien. Seine Leiche wurde nach Dresden überführt und die Urne im Urnenhain beigesetzt. Das Urnengrab wurde 1953 aufgelöst.
Enkel wurde als Pädagoge hauptsächlich durch sein mit Th. Klähr und H. Steiner erarbeitetes Lehrbuch der französischen Sprache bekannt, das an sächsischen Bürgerschulen benutzt und mehrfach aufgelegt wurde. Daneben schrieb er außer für den Pestalozziverein u. a. für die Bunten Bilder aus dem Sachsenlande.
Enkel war seit 1877 mit Margarethe Anna Theila geborene Körting verheiratet. Sie war die Tochter des Sekretärs Julius Emil Körting bei der Königlichen Kreishauptmannschaft Dresden, der zum Ritter ernannt worden war.

## Werke (Auswahl)
- Festschrift zur Einweihung des neuen Pestalozzistiftes zu Dresden am 6. Mai 1876. 1. Teil, [Dresden] 1876.
- Dresden, die Haupt- und Residenzstadt Sachsens (mit 10 Abbildungen). In: Bunte Bilder aus dem Sachsenlande. Für Jugend und Volk herausgegeben. Julius Klinkhardt, Leipzig 1892, S. 55–67.
- Geschichte des unter dem Protektorat J. M. der Königin Carola stehenden Sächs. Pestalozzivereins. Festschrift zur Erinnerung an das 50jährige Bestehen des Vereins. Mit 1 Portr. Berthelts und des Carolastifts. Klinkhardt, Leipzig 1894.
- Die fünfzigjährige Jubelfeier des Sächs. Pestalozzivereins zu Dresden am 15. u. 16. Sept. 1894. Klinkhardt, Leipzig 1894.
- (mit Th. Klähr und H. Steiner): Lehrbuch der französischen Sprache für Bürgerschulen (Knaben- und Mädchenklassen). 2. Aufl., Dresden 1894.